# Петтер, Франц Ксавер

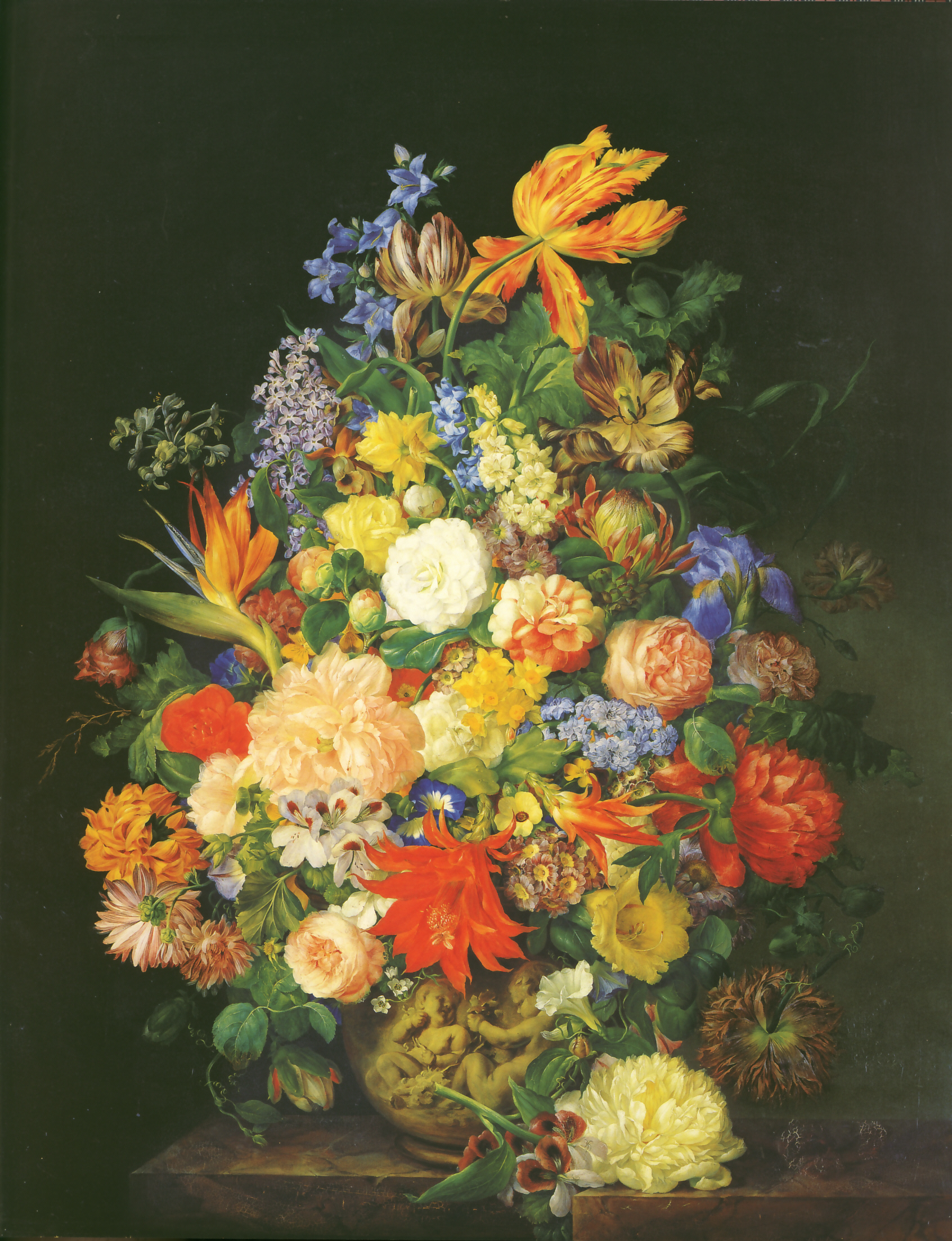
Букет в вазе, 1845 (Вена, коллекция Лихтенштейна)

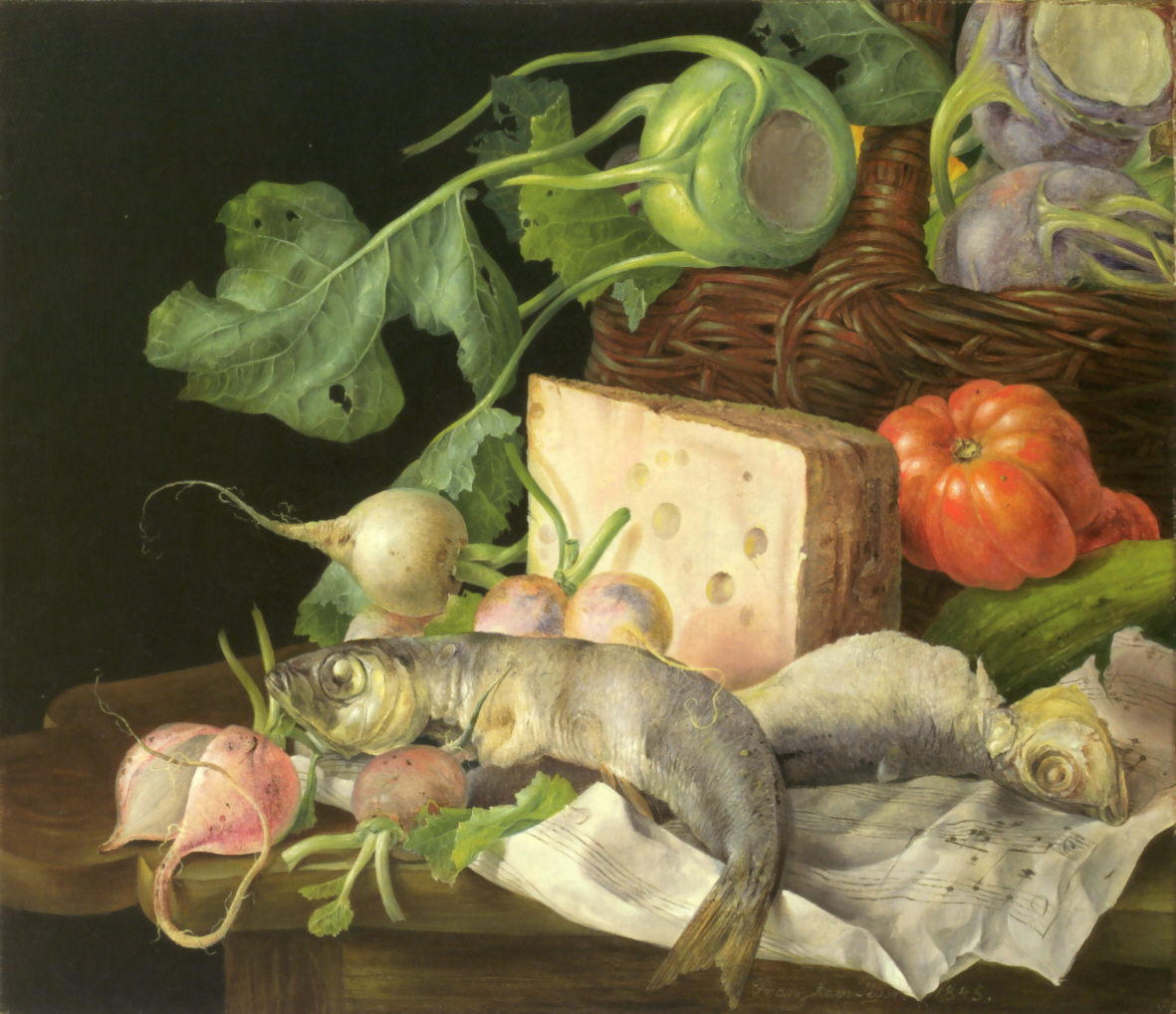
Натюрморт

Франц Ксавер Андреас Петтер (23 октября 1791, Вена — 11 мая 1866, там же) — австрийский художник XIX века, мастер натюрморта. Педагог, профессор живописи.

## Биография

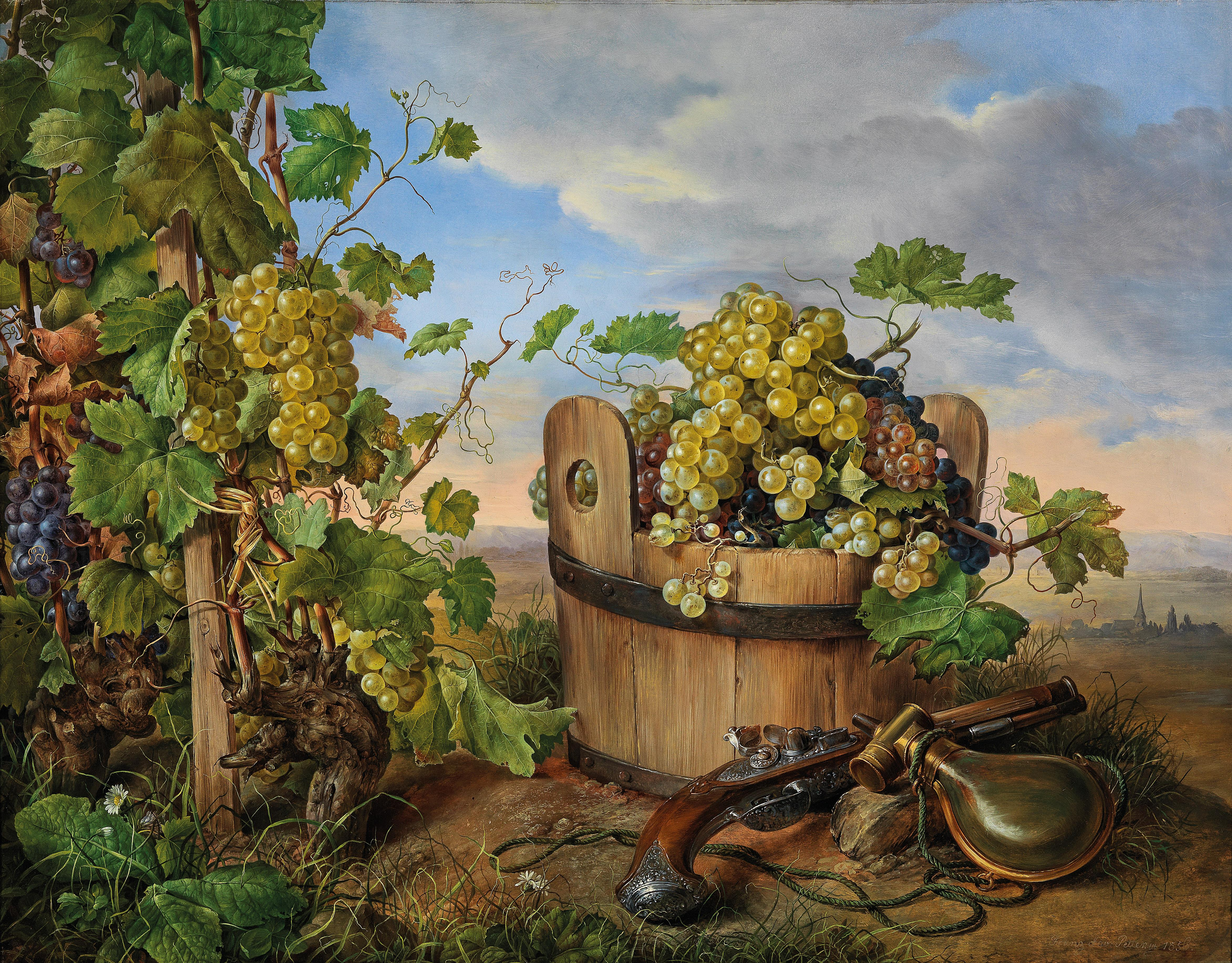
Натюрморт

Сын художника по фарфору. Первые уроки живописи получил у отца, который готовил его к продолжению фамильной традиции. Однако сын проявлял больше интереса к живописи маслом.
Учился в венской Академии искусств под руководством художника-флориста и мастера натюрморта Иоганна Баптиста Дрекслера.
С 1815 года работал корректором в Рисовальной школе Академии, в 1822 году был профессором мануфактурно-рисовальной школы, в 1835-м занял должность её директора. С 1832 года Франц Петтер стал профессором в венской академии. В 1848 году вышел на пенсию.

## Творчество
Франц Ксавер Петтер — один из самых видных художников-натюрмортистов периода бидермайера в Вене. Специализировался на создании цветочных, позднее фруктовых композиций и пейзажей с цветами, продолжая традиции натюрморта Золотого века голландской живописи. Картины Петтерса были очень популярны среди австрийской знати.
В то время в Вене у аристократии и среднего класса пользовались большим спросом натюрморты. И это обеспечивало безбедную жизнь специализирующимся на этом жанре художникам, в том числе Францу Ксаверу Петтеру. Кроме того, его благосостояние упрочивалось тем обстоятельством, что Венский императорский двор коллекционировал лучшие натюрморты не только голландских мастеров, но и местных венских художников, среди которых Петтер проявил себя как талантливый создатель натюрмортов. Поэтому каждый богатый дом в Вене желал иметь в своей коллекции работы от Франца Петтера, что гарантировало художнику стабильный высокий доход.
Его двоюродный брат Антон Петтер (1791–1858) был художником исторического жанра.